# Laportea cuspidata
Laportea cuspidata är en nässelväxtart som först beskrevs av Hugh Algernon Weddell, och fick sitt nu gällande namn av Ib Friis. Laportea cuspidata ingår i släktet Laportea och familjen nässelväxter. Inga underarter finns listade i Catalogue of Life.

## Bildgalleri

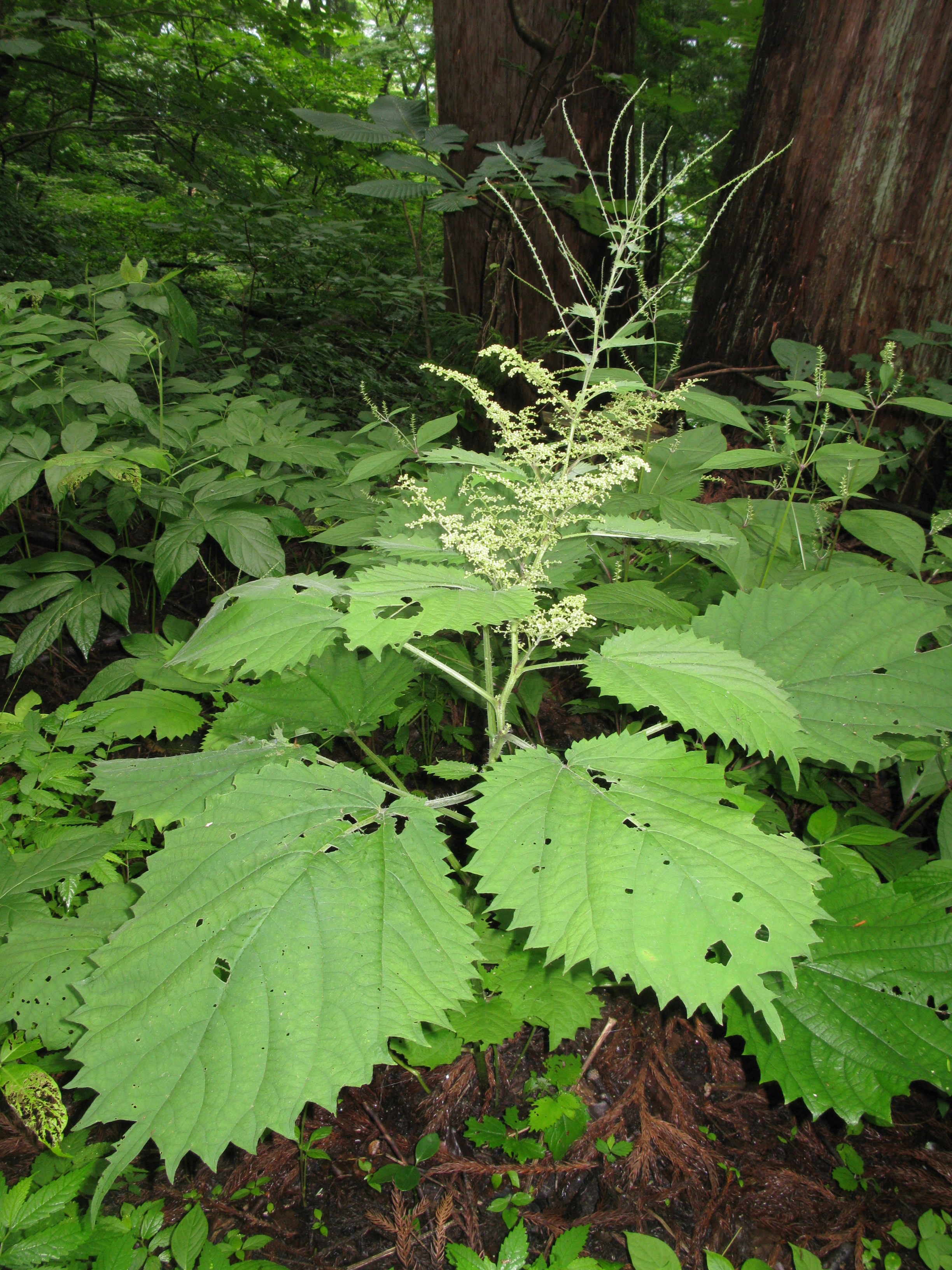
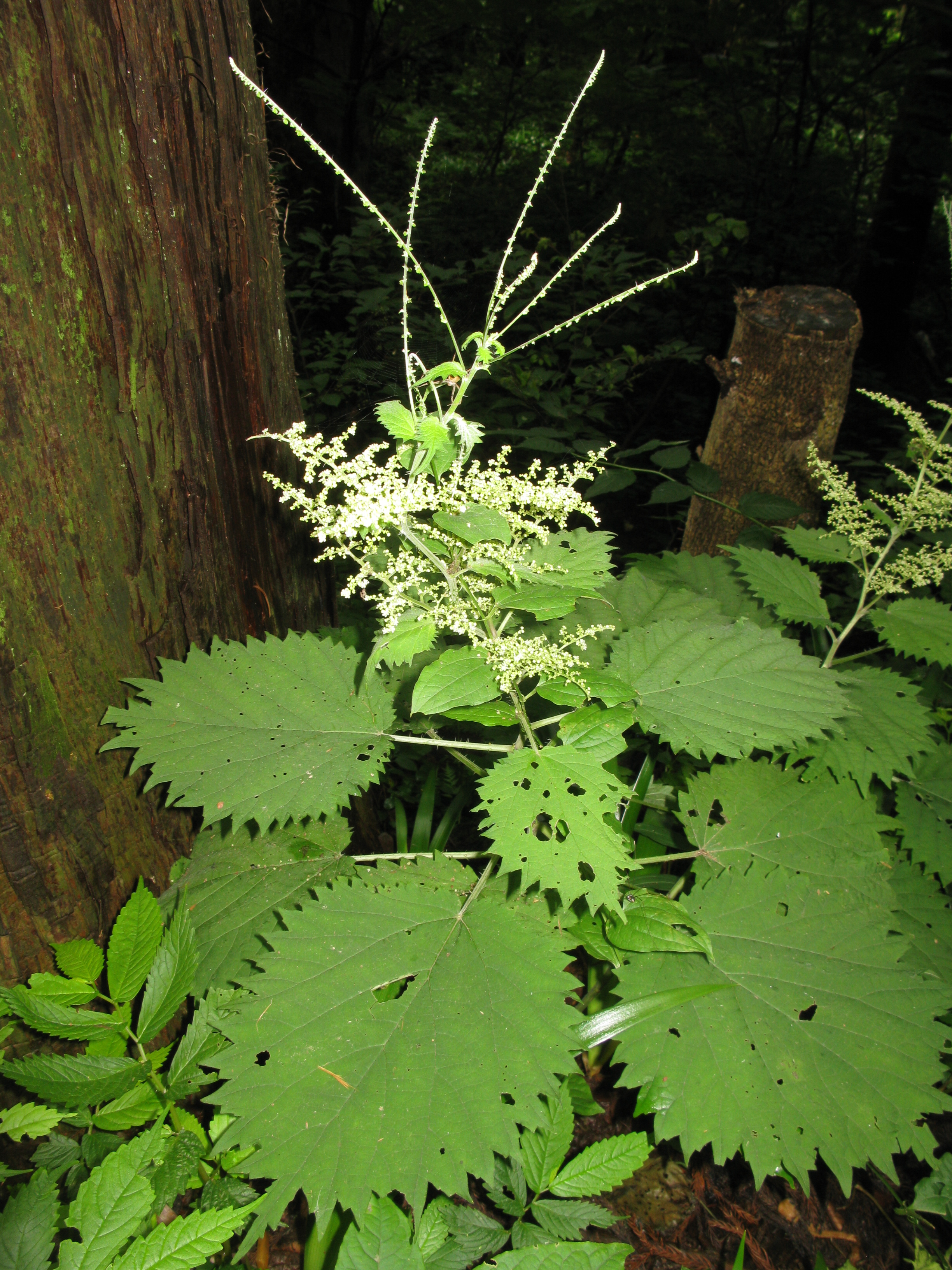
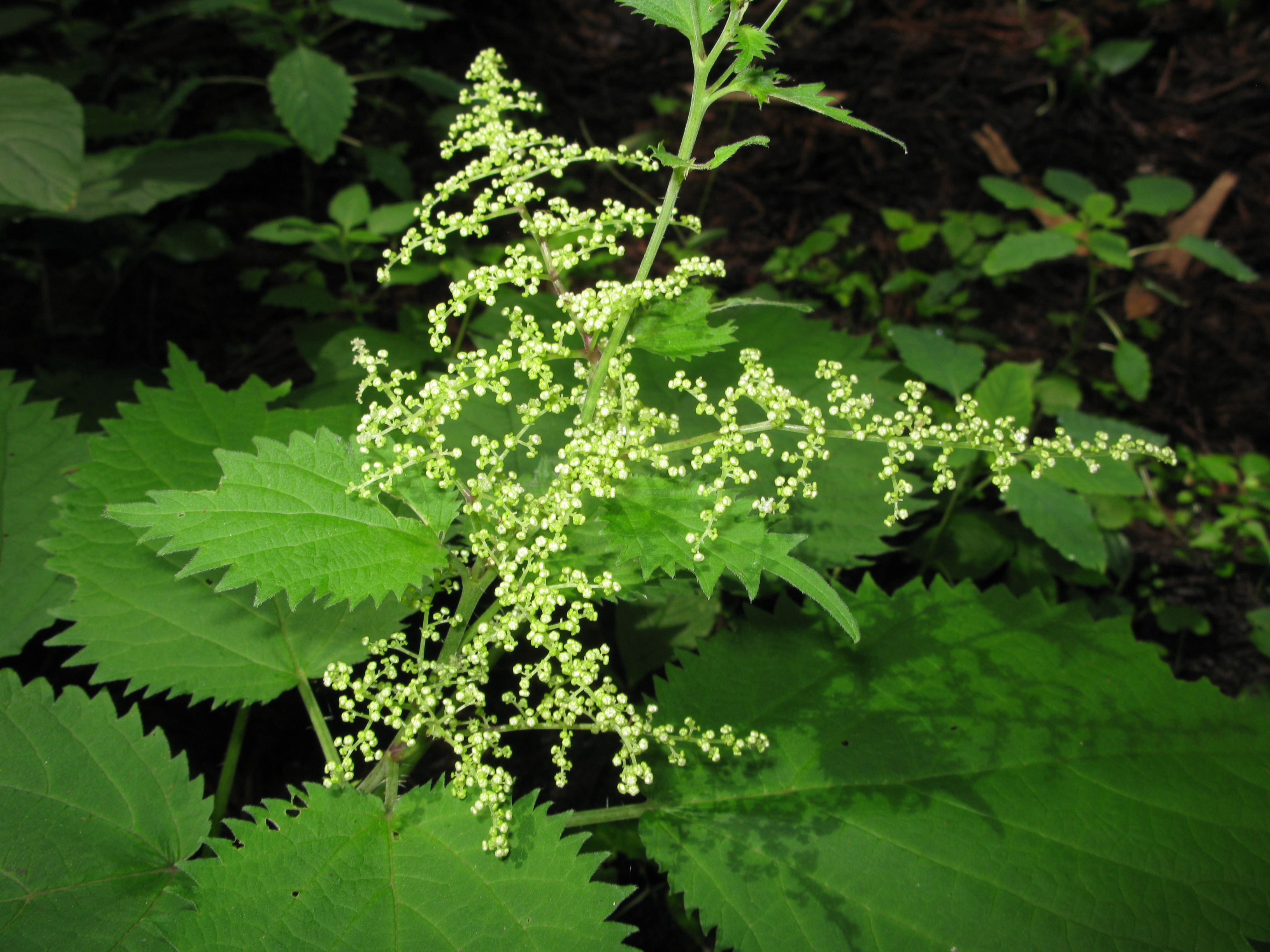
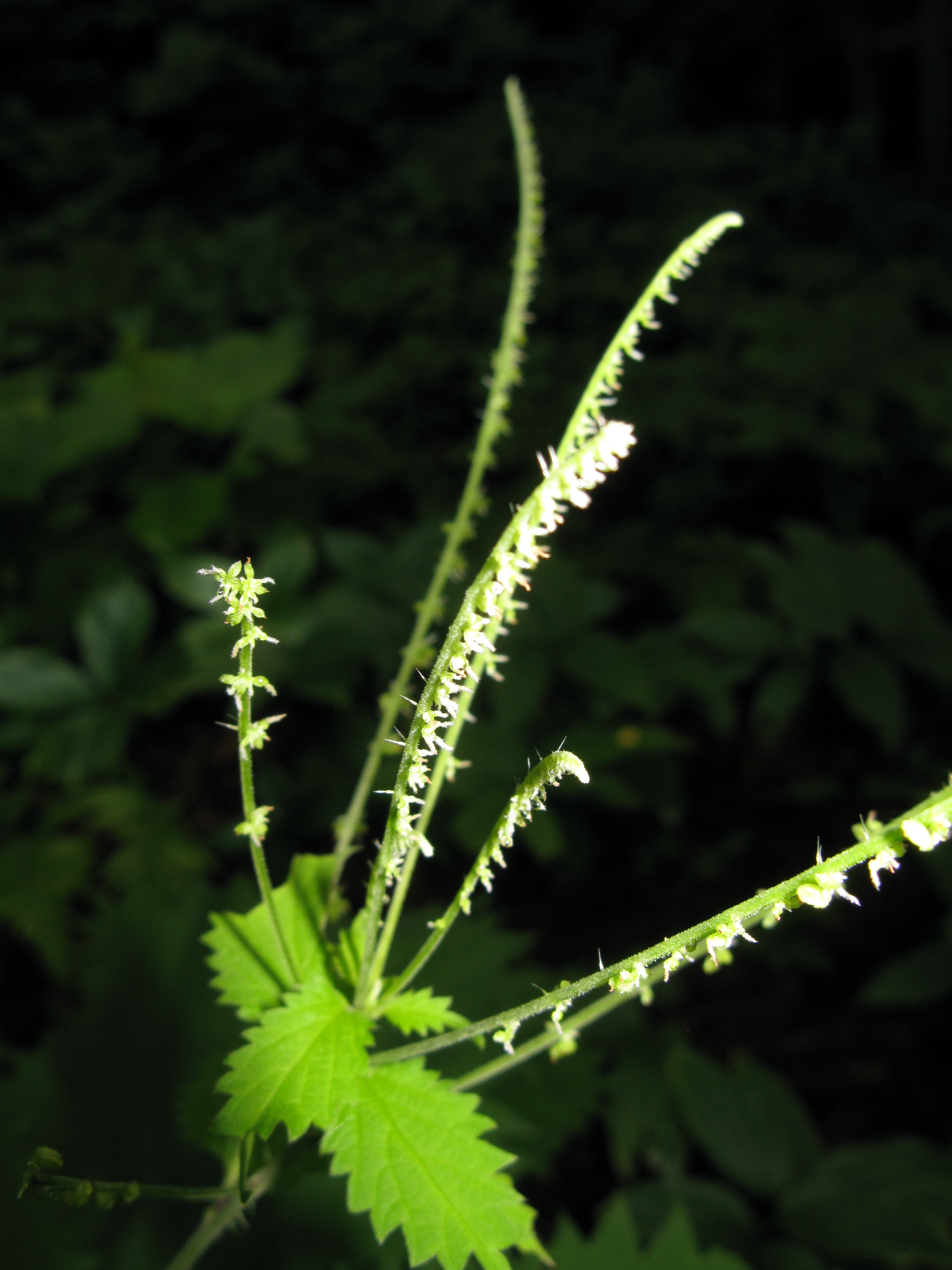
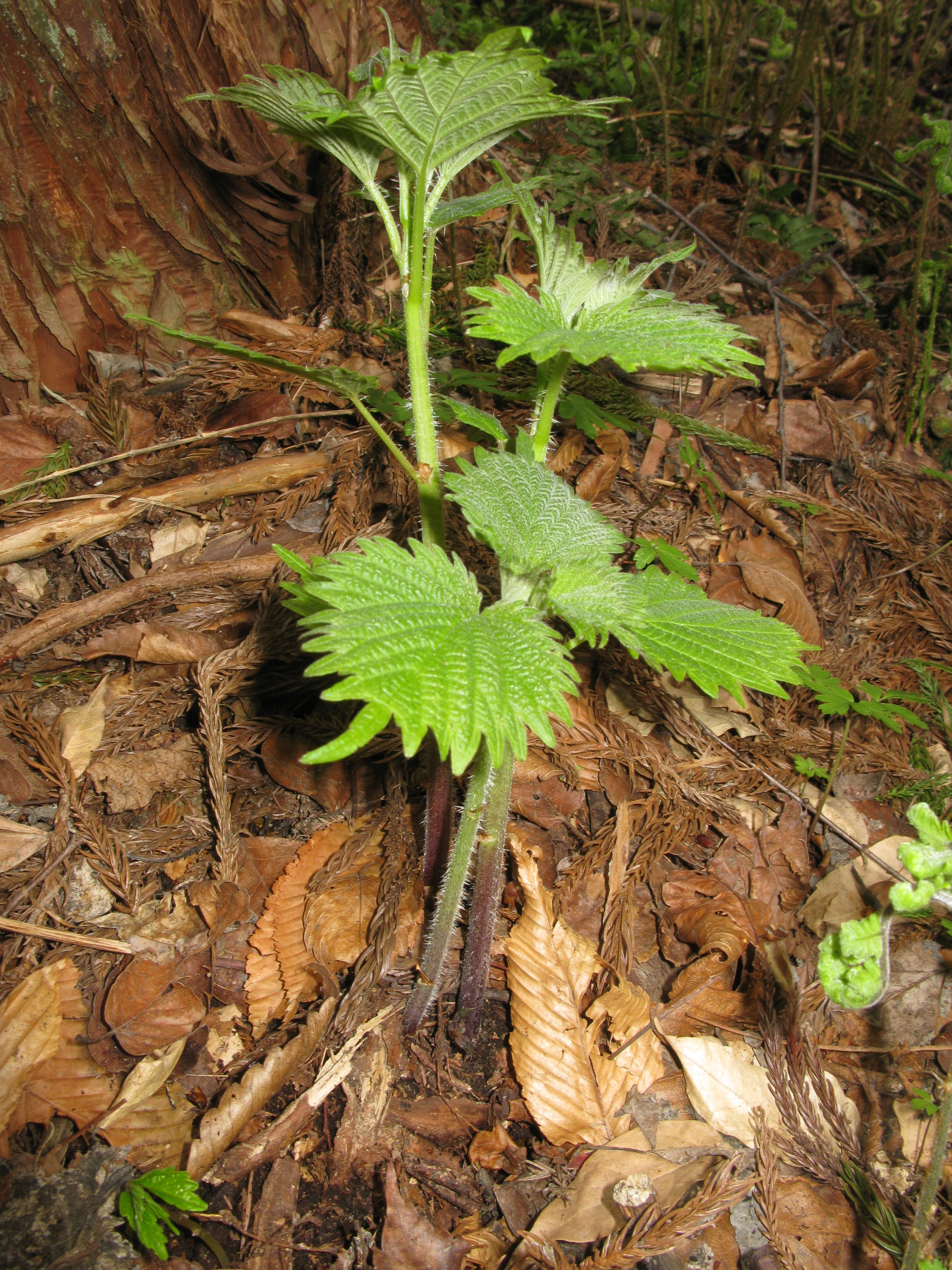
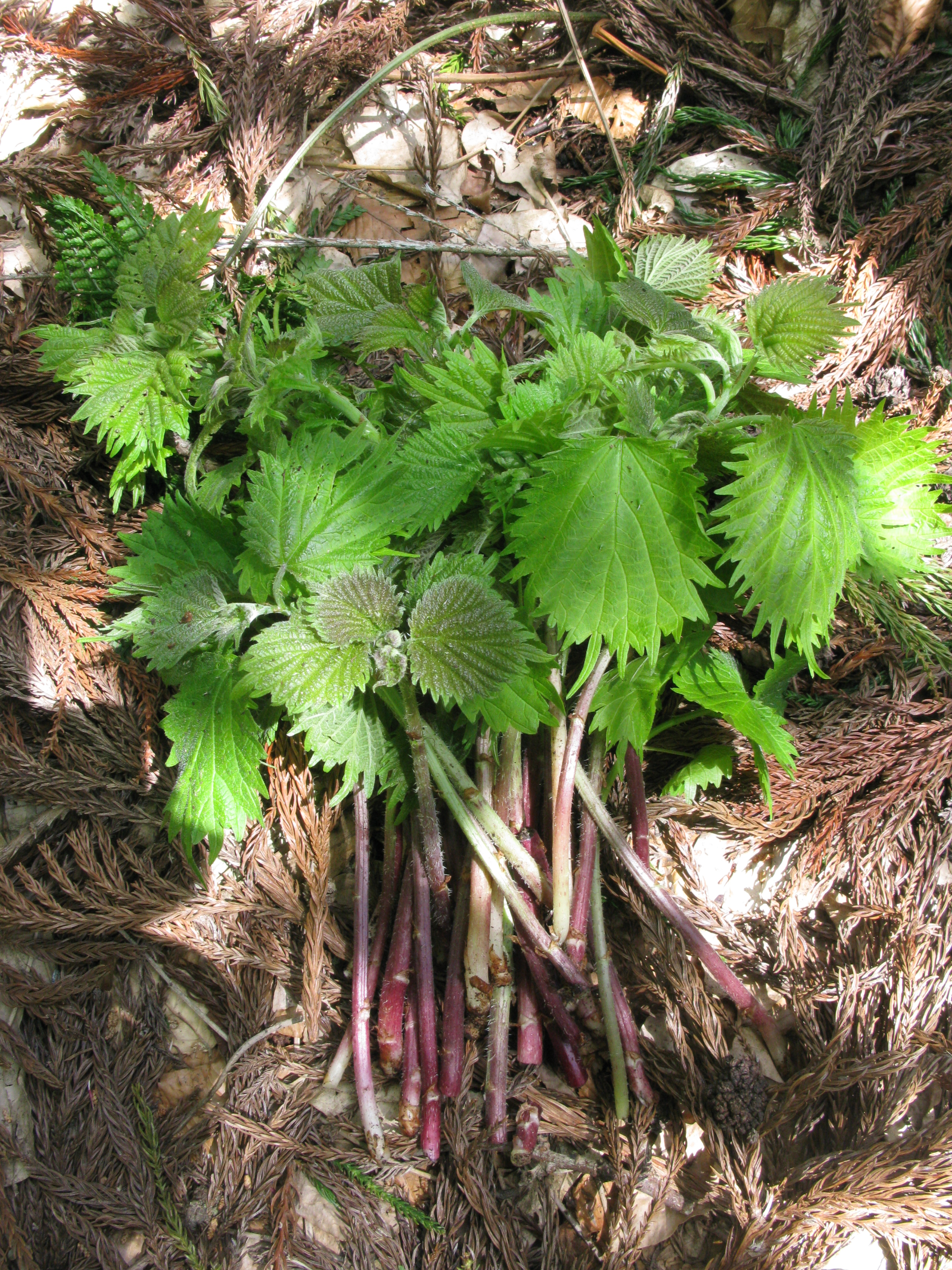